# Acentrogobius janthinopterus
Acentrogobius janthinopterus är en fiskart som först beskrevs av Pieter Bleeker 1852.  Acentrogobius janthinopterus ingår i släktet Acentrogobius och familjen smörbultsfiskar. Inga underarter finns listade i Catalogue of Life.